# Toyota Tundra
Toyota Tundra – samochód osobowy typu pick-up produkowany przez japońską firmę Toyota od roku 1999. Następca modelu T100. Dostępny w wersji 2- (Regular Cab) i 4-drzwiowej (Double Cab / Crewmax). Do napędu użyto benzynowych silników V6 i V8 o pojemności od 3,4 do 5,7 l. Moc przenoszona jest na oś tylną (opcjonalnie AWD) poprzez 5- lub 6-biegową manualną bądź 4-, 5- lub 6-biegową automatyczną skrzynię biegów. Od 2007 produkowana jest druga generacja modelu.

## Galeria

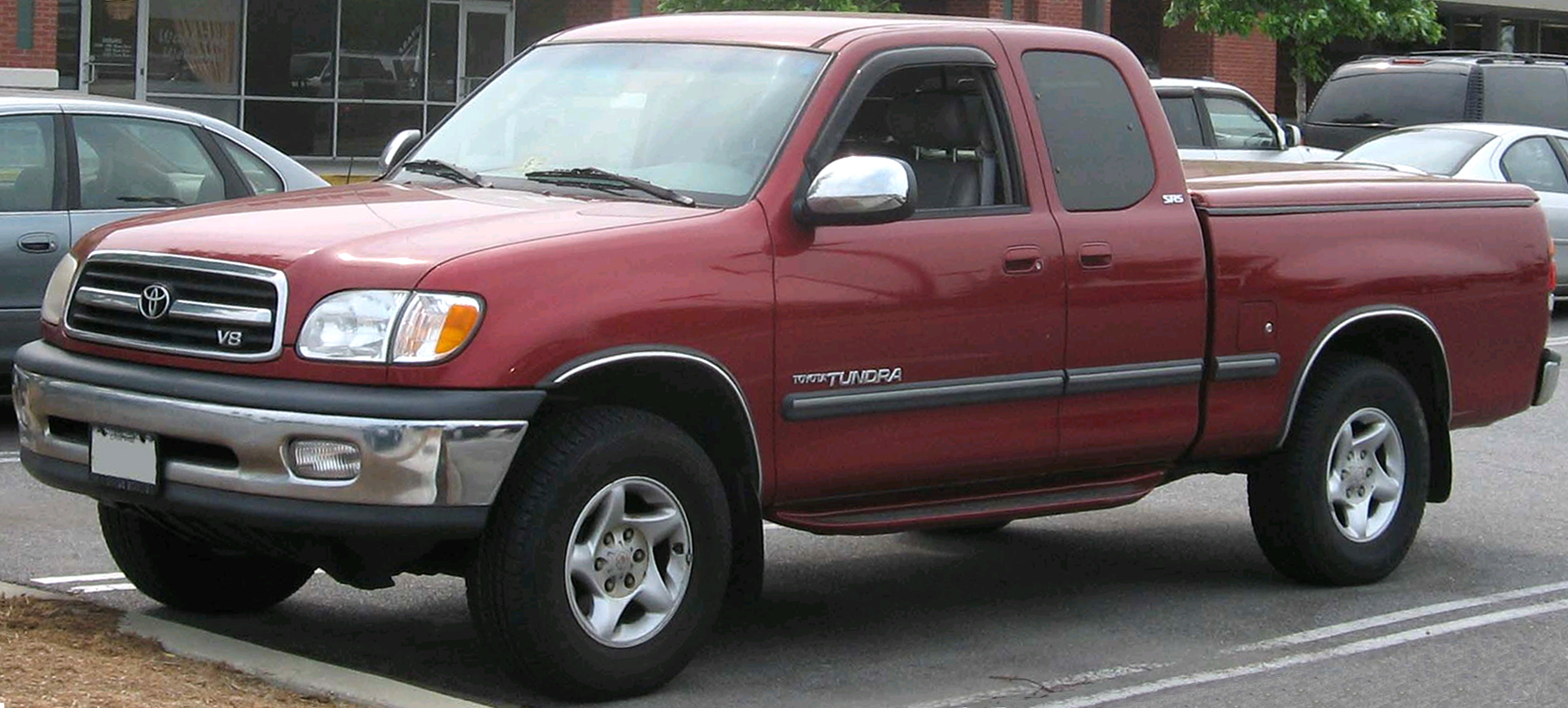
'00-'02 Tundra Access Cab
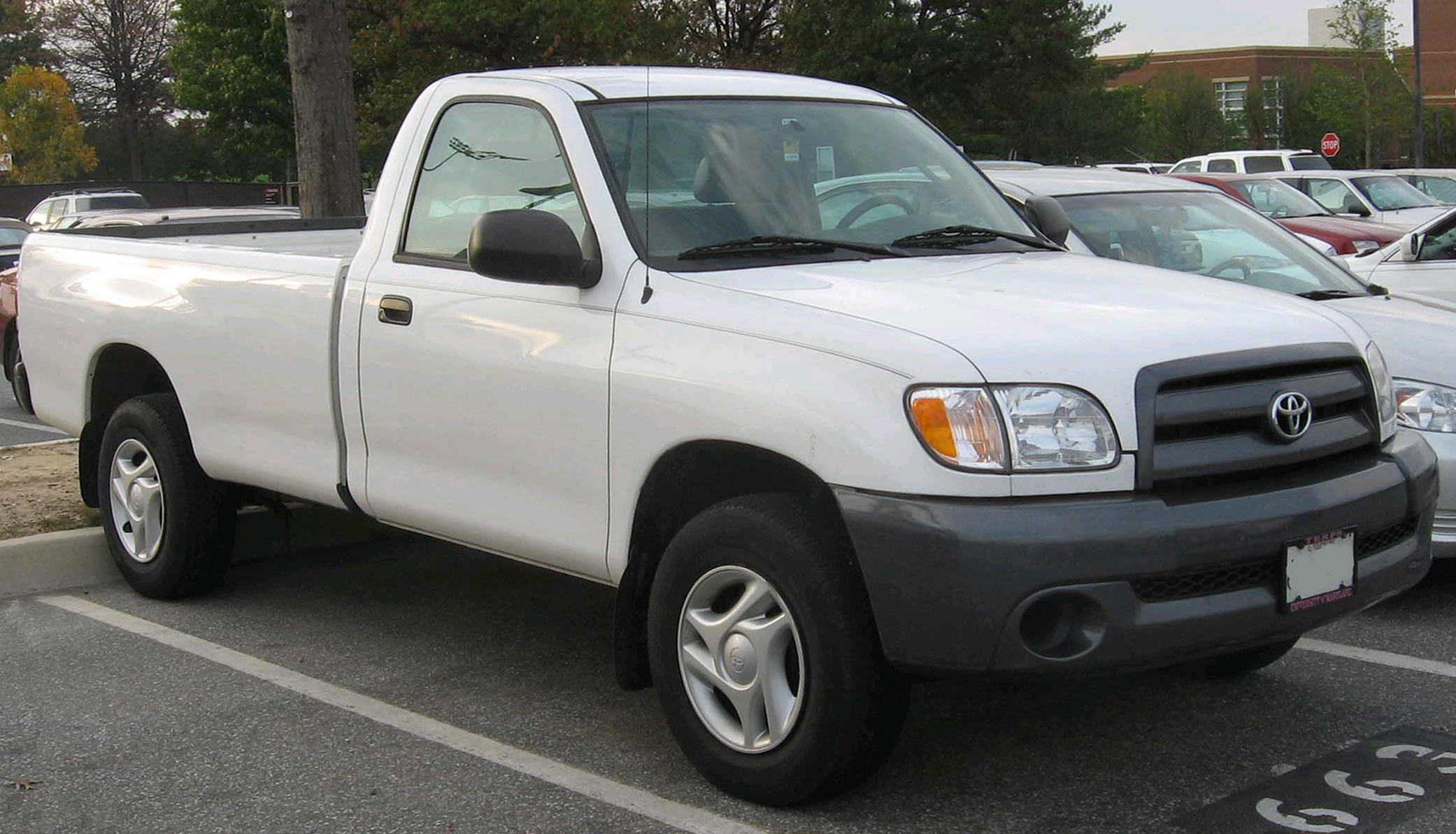
'03-'06 Tundra Regular Cab
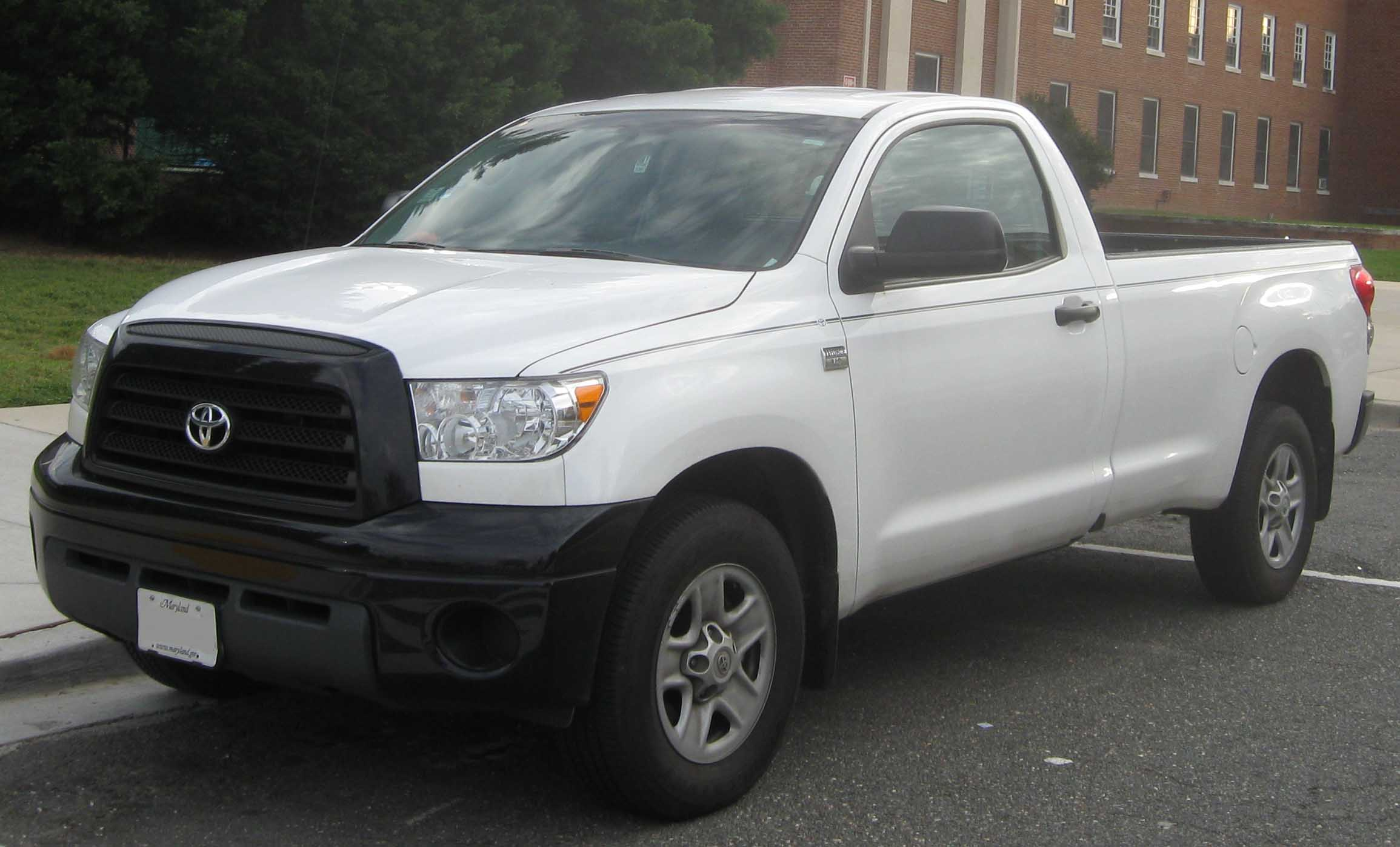
'07-'09 Tundra Regular Cab
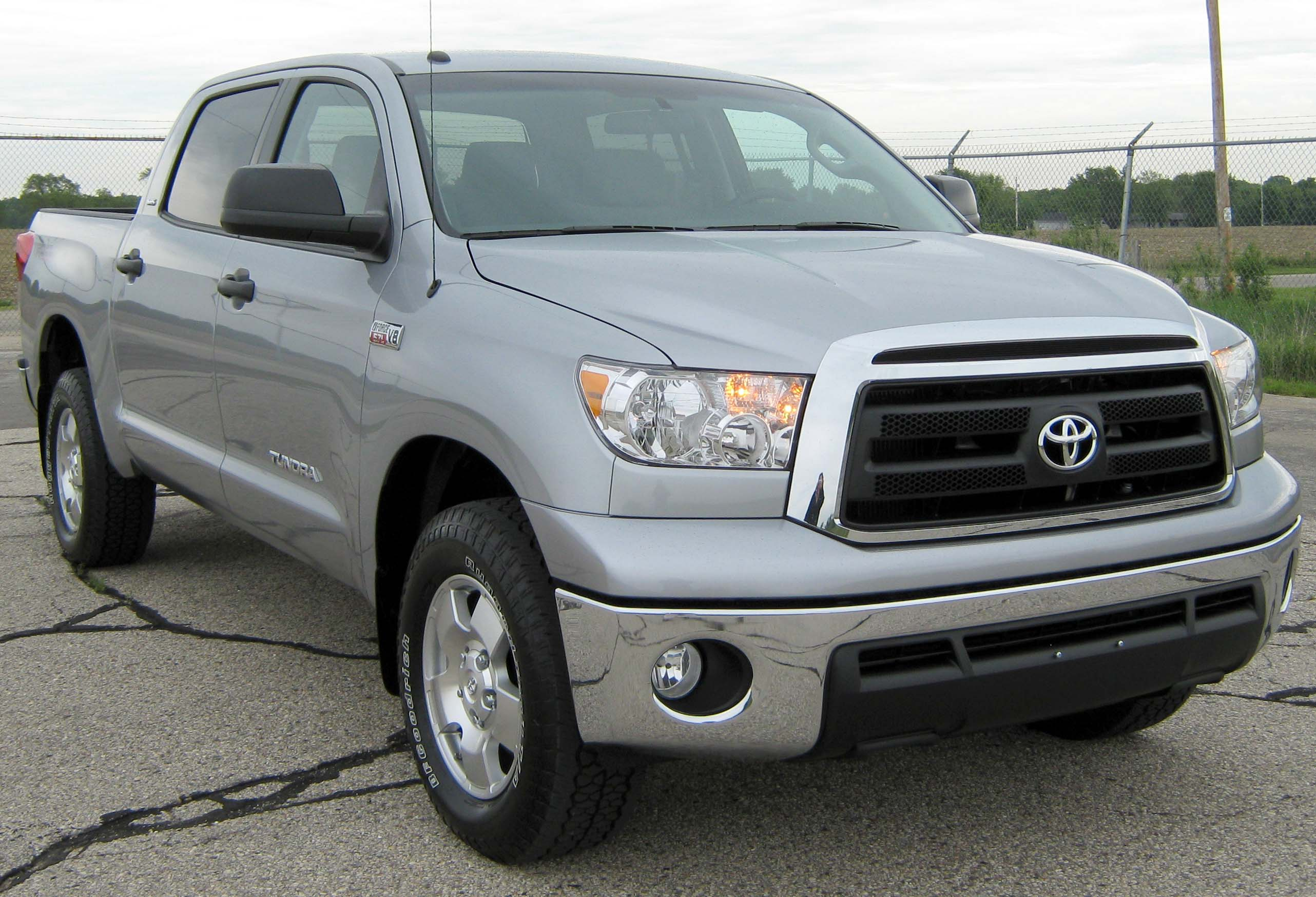
'10 Tundra CrewMax